# マジック・マイク ラストダンス
『マジック・マイク ラストダンス』（原題：Magic Mike's Last Dance）は、2023年のアメリカ合衆国のコメディ・ドラマ映画。『マジック・マイクXXL』の続編で、『マジック・マイク』の最終章。スティーヴン・ソダーバーグが『マジック・マイク』以来監督に返り咲いた。

## ストーリー
40代になったマイク・レーンは、コロナ禍の不況で家具店が潰れ、愛も失って孤独に生きていた。マイアミで開かれた盛大なパーティーでバーテンダーを勤めたマイクは、帰り際に主催者である富豪夫人のマクサンドラに呼び付けられた。マイクがすご腕のストリッパーだと聞いたマクサンドラは、一対一でダンスを見たいと要求し、応じたマイクは一夜を共にした。
マイクの才能に惹かれたマクサンドラは、良い仕事があるからと、ロンドンの本宅で一ヶ月暮らすよう強引に誘った。夫婦仲が冷え切っている彼女は演劇のプロデュースに情熱を燃やし、古風な劇場を経営していた。すでに前売り券が完売している古典劇を、マイクの演出と振り付けによるダンスで斬新なショーに変えると意気込むマクサンドラ。
昔のストリッパー仲間に連絡を取り、新メンバーも集めるマイクたち。舞台稽古も進んだが、マクサンドラの不仲な夫ロジャーと、嫁を憎むその母親が政治力を駆使して妨害を仕掛けて来た。上演したら義母によって全財産を奪われると脅されて、劇場経営を断念するマクサンドラ。しかし、マクサンドラの事情を知らないマイクは諦めなかった。
日曜日に一夜限りのショーを強行するマイク。マクサンドラも破産を覚悟で劇場に駆け付けた。古典劇から始まった舞台は、上半身裸の男性ダンサーたちによる見事なショーで大盛況となった。最後はマイクもダンスを披露し、賑やかなパーティーに移行した会場でマイクとマクサンドラはキスを交わした。

## キャスト
※括弧内はNetflixで配信された日本語吹替版キャスト。
- マイク・レーン：チャニング・テイタム（前田一世）
- マクサンドラ・メンドーザ：サルマ・ハエック・ピノー（五十嵐麗）
- ビクター：アユーブ・カーン・ディン（佐々木勝彦）
- ゼディ・ラティガン：ジェメリア・ジョージ
- ハンナ：ジュリエット・モタメド
- エドナ：ヴィッキー・ペッパーダイン
- マシュー：ギャビン・スポークス（江川央生）
- キム：ケイトリン・ジェラード
- リッチー：ジョー・マンガニエロ（西凜太朗）
- ケン：マット・ボマー（田村真）
- ターザン：ケヴィン・ナッシュ（江川央生）
- ティト：アダム・ロドリゲス（佐藤せつじ）